# Louis Riboulet
Louis Riboulet   (Sant Alban d'Ai, 15 de gener de 1871 - 1944) va ser un escriptor, educador i professor de filosofia a l'Institut Notre Dame Valbenoite. És autor de diversos treballs sobre mètodes pedagògics.

## La vida i l'ensenyament
Riboulet va realitzar els seus primers estudis a l'escola dels Germans Maristes a la seva terra natal.
El 1886 ingressà al seminari de la mateixa congregació religiosa a Saint-Genis-Laval. Tres anys després, va obtenir el títol de professor primari, a través de l'examen estatal. El gener de 1890, va ser convidat a anar a Amèrica del Nord, on va romandre fins a 1914.
Per a la seva formació de mestres, que eren molt importants investigacions i observacions educatiu durant aquest període a la ciutat de Iberville, situada a la regió de Montérégie del Quebec, Canadà i els Estats Units.
Aplicant intensament els seus estudis, es va graduar a l'Institut d'Estudis Científics de la Universitat de Nova York. Després va tornar a França el 1914. Anys més tard, va tornar a l'ensenyament, l'exercici de les seves activitats al Col·legi Notre Dame de Valbenoîte a Saint-Étienne.
El 1925 va publicar el Historie de la Pédagogie en cinc volums, una obra atorgat per l'Acadèmia Francesa l'any següent. Això va ser seguit per la Psychologie Appliquée à l'Éducation, Conseils sur le Travail Intellectuel, La Discipline Préventive et ses Éléments Essentiels i Méthodologie Generale. Com a obra pòstuma, L'Eglise et l'Éducation de l'Ere Chrétienne au XIV Siècle. Diversos dels seus llibres han estat traduïts al portuguès.
Riboulet era contrària als expedients educatius tradicionals vigents en aquella època, que incloïen el càstig físic als estudiants que no funcionaven bé a l'escola.
Louis Riboulet també va publicar articles en revistes de prestigi en l'educació, com el Bulletin des Études, Revue Catéchistique i Revue Belge de Pédagogie.

## Obres
En francès
- Conseils sur li Travail Intellectuel: aux étudiants et aux Jeunes Maîtres (Prefaci F. Lavallee, Lió, Biblioteca Catòlica Emmanuel Vitte, 1928, 278 pp.)
- Historie de la Pédagogie (Prefaci d'André Baudrillart)
- L'Eglise et l'Éducation de l'Ère Chrétienne al XIV Siècle
- La Discipline Préventive et ses Elements Essentiels
- Manuel de Psychologie Appliquée à l'Éducation
- Pédagogie Générale
- Méthodologie Générale